# Крупская, Наталья Павловна
Наталья Павловна Крупская (рус. Наталья Павловна Крупская; родилась 20 мая 1972) — советская и российская пловчиха, которая выиграла золотую медаль в комбинированной эстафете 4×100 м на Чемпионате Европы по водным видам спорта 1991 года. За свою карьеру она выиграла три национальных титула (1988, 1989 и 1991) и ею был установлен один национальный рекорд (1991) на дистанции 200 м на спине.
Она начала плавать в 1980 году и в 1987 году была членом советской команды. Первый тренер — Грибова Людмила Степановна После ухода из спорта она работала как тренер по плаванию в родном Новокузнецке. 
В 1993 на чемпионате России по плаванию победила в баттерфляе. 
По данным на 1997 года работала тренером по плаванию в бассейне Запсибовец. Далее работала системным администратором в Комитете соцзащиты Новокузнецка, экономистом в ПФР . С 1997 работает экономистом в пенсионном фонде.